# ریشاردا اشمایسر
ریشاردا اشمایسر (آلمانی: Richarda Schmeißer؛ زادهٔ ۲۰ اوت ۱۹۵۴) ژیمناست هنری زن اهل آلمان بود.